# Элер, Александра
Александра Элер (нем. Alexandra Oehler; род. 22 февраля 1970, Роннебург, Тюрингия) — немецкая пианистка.
Училась в музыкальных школах в Цайце и Халле, затем окончила Лейпцигскую консерваторию (1995) по классу Ульриха Урбана. Занималась также в мастер-классах Бернарда Рингайсена и Пауля Бадуры-Шкоды. С 2001 г. преподаёт в музыкальном колледже при консерватории, является также педагогом Хора Святого Фомы. Концертировала по всему миру, включая Филиппины, Мексику, Чили и ЮАР.
Наибольшее внимание Элер привлекла к себе работой с малоизвестным позднеромантическим материалом. Ею записаны (во многих случаях впервые) альбомы с произведениями таких композиторов, как Игнац Брюль, Фердинанд Хиллер, Фердинанд Рис, Эдуард Макдауэлл, Тереса Карреньо, Эжен д’Альбер, Фриц фон Бозе. В то же время одобрительные отзывы встречало и исполнение Александрой Элер клавирных сочинений Иоганна Себастьяна Баха.